# Abu-Marwan Abd-al-Màlik ibn Muhàmmad ibn Muhàmmad ibn Zuhr al-Iyadí
Abu-Marwan Abd-al-Màlik ibn Muhàmmad ibn Muhàmmad ibn Zuhr al-Iyadí (+ a Dènia el 1077/1078) fou el primer dels metges coneguts de la família Ibn Zuhr, originària de Xativa.
Després d'estar al Caire es va establir a Dènia i va exercir la medicina durant uns quants anys. Va mostrar repetidament desconfiança amb les doctrines terapèutiques tradicionals.